# Secretaria d'Estat per a la Societat de la Informació i l'Agenda Digital
La Secretaria d'Estat per a la Societat de la Informació i l'Agenda Digital d'Espanya és una Secretaria d'Estat de l'actual Ministeri d'Economia i Empresa. Exerceix les seves competències en l'àmbit de les telecomunicacions.

## Història
La Secretaria d'Estat per a la Societat de la Informació i l'Agenda Digital és una Secretaria d'Estat de nova creació, no obstant això, ja existien Secretàries d'Estat semblades amb anterioritat, com la Secretaria d'Estat de Telecomunicacions i per a la Societat de la Informació que va existir entre 2000 i 2016 dins dels extints Ministeris de Ciència i Tecnologia, Indústria, Turisme i Comerç i Indústria, Energia i Turisme.

## Funcions
A la Secretaria d'Estat per a la Societat de la Informació i l'Agenda Digital li corresponen les següents funcions:
- L'estudi, proposta i execució de la política general i la planificació estratègica i d'acció sobre telecomunicacions i Societat de la Informació, així com l'elaboració i proposta de normativa a l'ordenació i regulació en aquestes matèries, d'acord amb les disposicions nacionals, europees i internacionals vigents.
- La promoció i desenvolupament de les infraestructures i serveis avançats de telecomunicacions i de la Societat de la Informació.
- L'elaboració, gestió i seguiment de plans, projectes tecnològics i programes d'actuacions orientats al desenvolupament de les infraestructures, el foment de l'oferta de noves tecnologies, serveis, aplicacions i continguts en l'àmbit de les telecomunicacions i la Societat de la Informació, en coordinació amb altres departaments ministerials, així com la definició i gestió coordinada d'aquesta política amb els corresponents programes europeus i internacionals en aquesta matèries.
- El disseny i execució de projectes que afavoreixin la integració de les tecnologies de la informació en tots els àmbits de l'activitat econòmica i social, especialment, referent a l'accés, la identificació digital, el desenvolupament de serveis i continguts, la promoció d'un ús segur i responsable de les tecnologies digitals entre els menors i la resta d'usuaris, així com la confiança digital i la seguretat de les tecnologies de la informació i les comunicacions.
- L'exercici de les funcions atribuïdes al Ministeri d'Energia, Turisme i Agenda Digital relacionades amb confiança digital i seguretat de les xarxes, serveis i tecnologies de la informació i les comunicacions, en col·laboració amb altres òrgans o organismes amb competències en la matèria, així com amb els sectors econòmics i socials públics i privats afectats.
- L'impuls i la coordinació dels plans, projectes i programes per al foment de l'activitat de normalització, estandardització i certificació en el sector de les tecnologies de la informació i les comunicacions.
- L'impuls i suport a la capacitació professional, la iniciativa emprenedora i el desenvolupament empresarial, així com la promoció i assistència a la internacionalització de les empreses de tecnologies de la informació i telecomunicacions, de la Societat de la Informació i de continguts i mitjans audiovisuals, sense perjudici de les competències d'altres Departaments ministerials.
- La proposta, coordinació i seguiment de les relacions internacionals en matèria de telecomunicacions, serveis audiovisuals i Societat de la Informació, i la representació internacional del Departament en aquestes matèries en col·laboració amb el Ministeri d'Afers Exteriors i de Cooperació.
- L'anàlisi i avaluació de l'impacte d'altres polítiques públiques en el sector de les telecomunicacions, dels serveis audiovisuals i de la Societat de la Informació.
- L'elaboració, gestió i seguiment de programes i actuacions per fomentar l'accés i ús de les telecomunicacions i dels serveis de la Societat de la Informació pels ciutadans i facilitar la disponibilitat i accessibilitat de les tecnologies de la informació i les comunicacions, especialment en els ciutadans amb necessitats específiques, si escau en coordinació amb altres Departaments ministerials amb competències en altres polítiques amb les quals aquestes matèries estiguin relacionades.
- La col·laboració amb el Ministeri d'Economia, Indústria i Competitivitat en matèria de preus i valoració dels costos de prestació dels serveis de comunicacions electròniques.
- L'exercici de les facultats relatives als noms de domini d'Internet sota el codi de país corresponent a Espanya (.es) que tingui atribuïdes el Ministeri d'Energia, Turisme i Agenda Digital.
- La planificació, gestió i control dels recursos públics en l'àmbit de les telecomunicacions, en particular, del domini públic radioelèctric, la numeració, adreçament, denominació i els recursos òrbita espectre, i la tramitació i l'atorgament dels títols habilitants per a l'ús d'aquests recursos.
- La tramitació i l'atorgament dels títols habilitants dels serveis audiovisuals, en l'àmbit de les competències de la Administració General de l'Estat.
- El manteniment de les relacions de l'Administració General de l'Estat amb els prestadors de xarxes i serveis de comunicacions electròniques, així com el control del compliment de les obligacions de servei públic.
- L'exercici de les facultats de control, inspecció i sanció en matèria de telecomunicacions, serveis audiovisuals i societat de la informació.
- La resolució de controvèrsies entre operadors i usuaris de telecomunicacions en els termes previstos en la normativa vigent.
- La gestió, liquidació i recaptació en període voluntari de les taxes en matèria de telecomunicacions, i de l'aportació per al finançament de la Corporació Radio i Televisió Espanyola i el suport a la seva gestió en període executiu, d'acord amb el que preveu la normativa vigent.
- Portar el Registre estatal de prestadors de serveis de comunicació audiovisual, la certificació de l'emissió en cadena per part dels prestadors i la verificació de les condicions dels articles 36 i 37 de la Llei 7/2010, de 31 de març, en matèria de pluralisme al mercat audiovisual.
- L'exercici de les funcions atribuïdes al Ministeri d'Energia, Turisme i Agenda Digital en la gestió de Programes Operatius cofinançats pel Fons de Desenvolupament Regional Europeu (FEDER) en l'àmbit de les tecnologies de la informació i les comunicacions, les telecomunicacions, la Societat de la Informació i de l'Agenda Digital per al període 2014-2020 i successius, i, en particular, les funcions que, com a Organisme Intermedi del Programa Operatiu de Creixement Intel·ligent (POCInt) de Fons Europeu de Desenvolupament Regional (FEDER), té assignades per al període 2014-2020.
- Aquelles altres funcions que atribueixi la legislació vigent al Departament en els sectors de les telecomunicacions, els serveis audiovisuals i la Societat de la Informació.

## Estructura
L'estructura de la Secretaria d'Estat és:
- Direcció general de Telecomunicacions i Tecnologies de la Informació.
- Subdirecció General de Coordinació i Execució de Programes.
- Divisió per a l'Organisme Intermedi del Fons Europeu de Desenvolupament Regional.
- Subdirecció General de Foment de la Societat de la Informació.
- Subdirecció General de Serveis de la Societat de la Informació.
- Subdirecció General de Continguts de la Societat de la Informació.
- Gabinet de la Secretaria d'Estat.
- Advocacia de l'Estat en el Departament.

### Organismes
- L'Entitat pública empresarial Red.es.
- La Comissió Nacional dels Mercats i la Competència (organisme regulador).
- L'Institut Nacional de Ciberseguretat.

## Titulars
- José María Lasalle Ruiz (2016-juny 2018)
- Francisco Polo Llavata (juny 2018 -)[2]